# Stenobrium angusticeps
Stenobrium angusticeps är en skalbaggsart som beskrevs av Hermann Julius Kolbe 1893. Stenobrium angusticeps ingår i släktet Stenobrium och familjen långhorningar. Inga underarter finns listade i Catalogue of Life.